# Bouwlamp

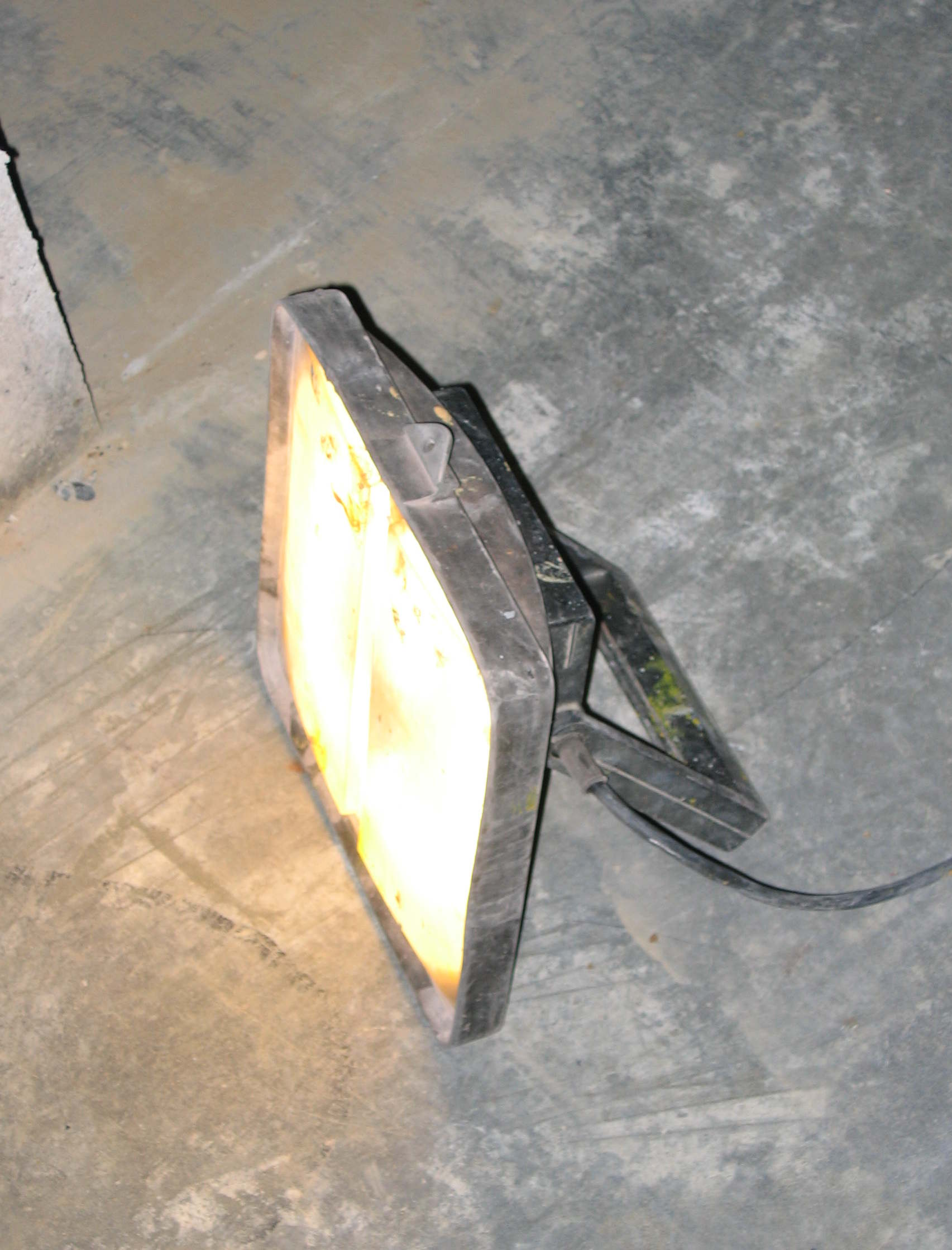
Een bouwlamp

Een bouwlamp is een lamp die wordt gebruikt bij het doen van bouwactiviteiten en klussen binnenshuis. 
Een bouwlamp zorgt voor een felle verlichting zodat de bouwvakkers en klussers hun werk goed kunnen zien. Om deze reden gaat het meestal om halogeenlampen, maar ook andere felle lampen worden gebruikt, een bouwlamp met leds wordt toegepast indien warmte van de lamp ongewenst is. De bouwlamp kan gericht worden op het deel van de ruimte waar gewerkt wordt. Bovendien is de bouwlamp robuust uitgevoerd, zodat hij tijdens de bouwactiviteiten niet snel beschadigd raakt.
De lamp heeft een relatief lang snoer, zodat de lamp gemakkelijk verplaatst kan worden tijdens de werkzaamheden, of zodat een wandcontactdoos uit een andere ruimte gebruikt kan worden wanneer de groep afgeschakeld is voor ruimte waarin gewerkt wordt.